# 라이트 건

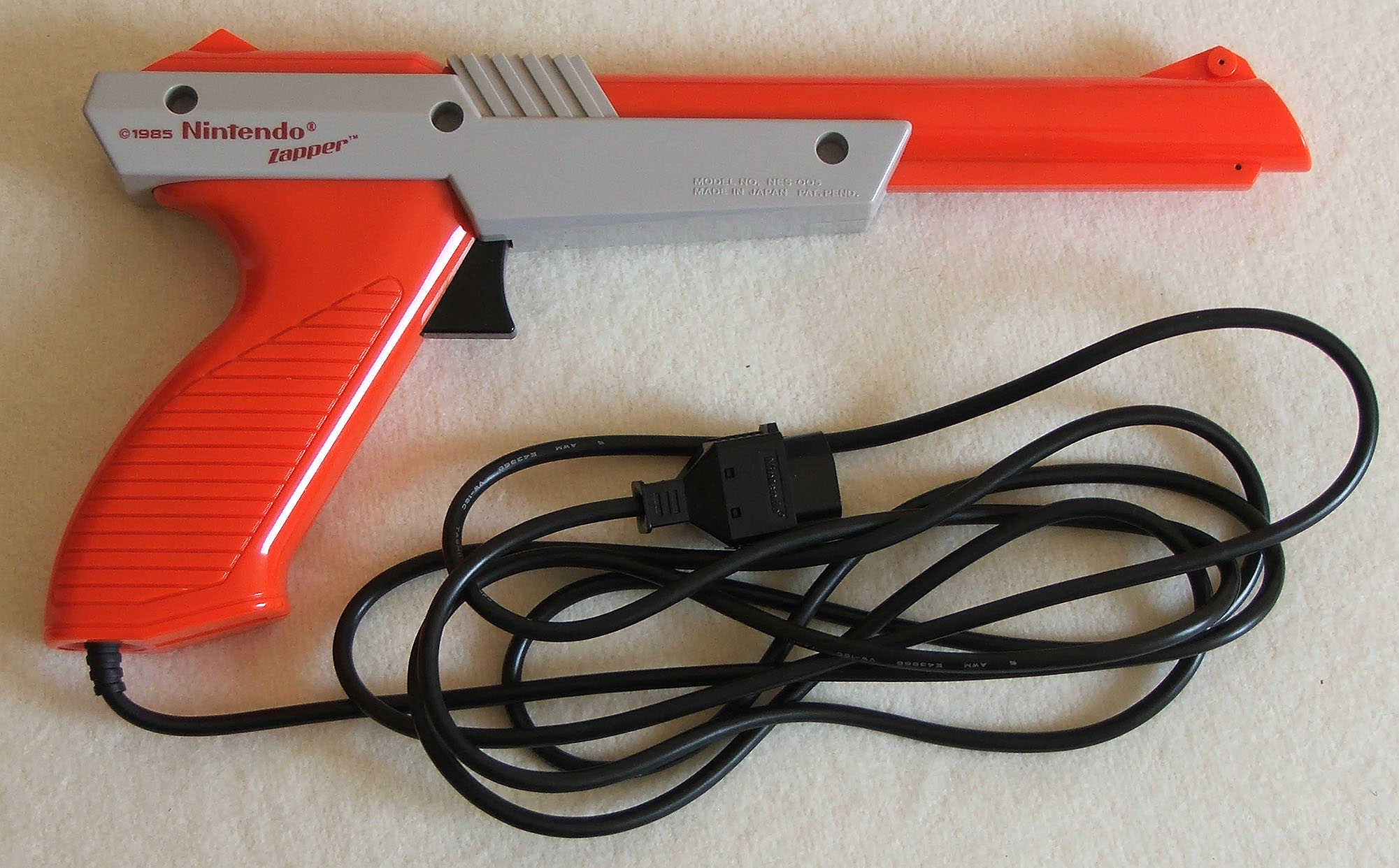
라이트 건

라이트 건(영어: light gun)은 컴퓨터의 포인팅 장치이거나 게임기의 컨트롤러의 일종이다. 주로 슈팅 게임에 사용되며, 브라운관 모니터가 아니면 작동하지 않는다.

## 역사
최초의 라이트 건은 1930년대에 등장하였고 그 뒤 광감촉 진공관의 개발로 이어졌다.

## 이름
라이트 건(light gun)이라는 이름은 빛을 사용하여 사용자가 목표하는 곳을 감지하는 방식을 사용하였기 때문에 그렇게 지어졌다.